# Cacera de bruixes als Països Catalans
La cacera de bruixes als Països Catalans fou un conjunt de mesures empreses majoritàriament per tribunals civils (i no inquisitorials com resa el tòpic) contra persones sospitoses de bruixeria, a les terres de parla catalana. Fou un procés en certa manera paral·lel al d'altres països del món cristià d'Europa Occidental, Oriental o fins i tot les colònies al nou món, fossin catòlics o protestants. Dones acusades de ser bruixes en benefici del dimoni van ser perseguides en una "cacera de bruixes" i condemnades, centenars d'elles executades, des finals de l'edat mitjana fins al segon terç del segle xviii. Se les acusava d'invocar qualsevol catàstrofe natural, com inundacions, maltempsades, terratrèmols, o calamarsa, i també de provocar infertilitat, avortaments naturals o morts infantils.
D'ençà que, a l'edat mitjana, les dones van començar a tenir oficis i ocupar espai a la religió, l'art i la ciència, es van convertir en un problema per a l'elit feudal i patriarcal formada per homes. El cristianisme i el poder patriarcal en general, especialment al Renaixement amb l'home com a centre del món, va desenvolupar un corrent misogin que cercava el control masculí del coneixement i una regressió per a les dones en tots els àmbits. Així, èren considerades bruixes totes les dones que quedessin fora del control masculí.
Als Països Catalans van ser executades multitud de dones acusades de ser bruixes, cada vegada hi ha més estudis en profunditat que permeten donar llum a un munt de processos irregulars -sense documentació conservada o bé destruïda-. La majoria d'aquests processos no els van realitzar els tribunals de la Inquisició, sinó la justícia local.

## Orígens i motivació
L'origen de la persecució i cacera de bruixes a Europa en general té lloc durant l'edat mitjana, quan les dones van anar ocupant espai en tots els terrenys, incloent camperoles, mestresses en diversos oficis, abadesses, escriptores i científiques, principalment en la medicina. Van anar més enllà dels límits imposats per elles pels mandats de gènere i es van convertir en un problema per a l'elit masculina. Com a reacció a tot això, es va consolidar un corrent misogin i s'inicià així el control masculí del coneixement i la ciència i una regressió per a les dones en tots els àmbits.
Eren considerades bruixes totes les dones que quedessin fora del control masculí i fora dels rols preestablerts per a elles. Dones soles, solteres o vídues, pobres, velles o estrangeres eren pertorbadores per a la societat. Dones camperoles i pobres, que treballaven per a la comunitat, que assistien als pobres, sobretot les guaridores i les llevadores com coneixedores i transmissores de la saviesa popular, d'anatomia, plantes medicinals i medicaments.
Sembla que aquestes dones combinaven les seves pràctiques curatives amb vells ritus pagans que la ignorància i desconfiança dels alts estaments a les jerarquies de poder van considerar màgia. Mètodes per a alleujar els dolors del part, consells sobre mètodes anticonceptius i practicar avortaments eren coneixements científics i humans compartits per xarxes de dones que s'establien per intercanviar-los, en contra de les doctrines de l'Església.

## Els processos
Cap a l'any 1376, el dominic gironí i gran inquisidor general de Catalunya i l'Aragó, Nicolau Eimeric, conegut per la seva radicalitat i violència, redacta la seva obra més famosa “Directorium Inquisitorum”, en què defineix la bruixeria i les formes de descobrir les bruixes basant-se, segons sembla, en textos confiscats anteriorment a acusats de bruixeria, i en el qual assegura l'existència de bruixes i adoradors del dimoni. Al segle xiv es registren també els primers processos a endevins i bruixes. Les condemnes eren llavors relativament lleus i consistien en amonestacions, dejunis i peregrinacions a Montserrat.
En 1427 es registra a Amer, avui a la província de Girona, el primer procés important que va venir a convèncer la població de l'existència de bruixes. Una dona anomenada Margarida va ser acusada d'invocar al dimoni i de fer sacrificis amb nens morts, el que explicava per als veïns l'origen dels terratrèmols que s'havien produït aquell any al poble i en altres punts de la província. No obstant això, l'inquisidor Francesc Sala no va creure en tals acusacions i Margarida no va ser ajusticiada.
Hi ha constància d'un procés a Andorra l'any 1604, en què van ser penjades tres dones, i deu més van ser turmentades i afectades. Abans de 1618 es registren diversos processos a Urgell i la Segarra. Entre 1618 i 1622 es van donar els anys de persecució màxima. Només a la comarca d'Osona van ser penjades més de trenta dones, destacant el procés de Viladrau, en què van ser executades catorze dones. Més de sis van ser executades al Lluçanès, quatre a Taradell, quatre a Seva i al Bruc, tres a Rupit i una a Vilalleons.
Al Vallès es van executar més de vint persones: vuit a Granollers (dos eren homes), sis a Terrassa, tres a Castellar del Vallès i una a Palau de Plegamans, Sant Miquel de Toudell, Sentmenat i la Garriga. A la comarca del Bages es van registrar tres, una a Santpedor, una altra a Manresa, i una a Sallent (Joana la Negra, originària del Lluçanès). A Sant Feliu de Pallerols va ser executat el bruixot Pere Torrent "Cufí". A Gironella i Olvan es van jutjar un mínim de 8 dones acusades de bruixeria.
A partir de 1622 la persecució va remetre de manera important. Hi va haver processos fins a l'any 1643 aproximadament, encara que en la majoria d'ells no hi va haver execucions. Destaca en aquest any el de Capcir, en què van ser jutjades trenta-dues dones, sent finalment alliberades pel bisbe d'Alet. L'última execució de les quals es tenen dades fiables data de l'any 1767, a Sant Feliu Sasserra; Maria Pujol, "Napa", va ser penjada el 8 de gener acusada de matar una nena i d'amputar-li el braç i extreure-li el fetge per elaborar els seus encanteris.

## Les confessions
Quan era detinguda una dona acusada de bruixeria, se la sotmetia a llargues i doloroses tortures per tal que delatés a altres dones i relatés les pràctiques que realitzaven en les reunions.
Així, en la majoria dels processos, les confessions recullen que un cop reunides, s'untaven amb ungüents que les permetien volar. Invocaven després el dimoni, que se'ls apareixia en forma de cabró o home jove i atractiu. Després de retre'ls culte i vassallatge besant-li les parts pudentes, el diable les exhortava a fer el mal.
Després d'això s'iniciava una gran orgia on eren totes elles sodomitzades. Aquestes coincidències s'expliquen perquè així és com va consignar Eimeric en el seu tractat en què consistia el delicte de bruixeria, copiat després per escriptors i inquisidors i estès entre la població.
Era això per tant el que esperaven escoltar després de llargues i sàdiques sessions de turment, esgotades per la por i el dolor.

## Els judicis
Cal ressaltar que la majoria d'aquests processos no els van realitzar els tribunals de la Inquisició. Va ser la justícia local la que duia a terme aquests judicis. Això s'explica perquè hi havia cert escepticisme per part de les autoritats eclesiàstiques a creure que es cometien tants i tan greus delictes de bruixeria.
L'any 1620, el lloctinent del rei a Catalunya, el duc d'Alcalá, Fernando Afán de Ribera y Enríquez, envia una carta a bisbes i jutges en la que aconsella actuar amb precaució i justícia amb totes les persones detingudes, fins i tot concedir el perdó general i només jutjar les que hi reincidien amb més rigor. Es posa també en dubte, a la carta de resposta del bisbe de Solsona, la veracitat de les confessions després de llargues tortures i s'admet que la ignorància i el fanatisme havien estat aprofitats per notaris, lletrats i suposats descobridors de bruixes per beneficiar-se econòmicament. Es confirma així que la immensa majoria d'elles eren totalment innocents dels delictes de què se les acusava.
S'estima que durant aquest període van ser executades més de quatre-centes dones.